# Karl Werner (Entomologe)
Karl „Charly“ Werner (* 30. Oktober 1956 in Peiting; † 12. Mai 2007 ebenda) war ein deutscher Entomologe (Koleopterologie).

## Leben
Werner ging in Schongau und Weilheim in Oberbayern zur Schule und studierte Politikwissenschaft in München. Seit 1986 war er als freischaffender Entomologe spezialisiert auf Sandlaufkäfer (Cicindelinae). Werner arbeitete zusammen mit dem Natural History Museum, dem Carnegie Museum of Natural History in Pittsburgh, der Zoologischen Staatssammlung München, der Smithsonian Institution, dem Kongo-Museum in Brüssel, dem Museo La Specola in Florenz und dem Transvaal Museum in Pretoria.
Er war Mitglied der deutschen, österreichischen, belgischen, französischen und italienischen entomologischen Gesellschaften. 
Neben rund 50 wissenschaftlichen Veröffentlichungen stammen von ihm zahlreiche Erstbeschreibungen. Etliche Arten (meist Käfer sowie ein Schmetterling) wurden nach ihm benannt.

## Schriften
- The Tiger Beetles of Africa, Band 1, 2 (Coleoptera: Cicindelidae), Taita Publ. 1999, 2000.
- mit S. Pokorny, J. Zidek: Giant dung beetles of the genus Heliocopris (Scarabeideae), Taita Publ. 2009.
- Cicindelidae Regionis Palaearcticae, Megacaphala - Cicindelini 1, in; Die Käfer der Welt, Sciences Nat, Band 13, 1991, S. 1–74.
- Cicindelidae Regionis Palaearcticae, Cicindelini 2, in: Die Käfer der Welt, Band 15, 1992, S. 1–94.
- Cicindelidae Regionis Nearcticae, Collyrini - Cicindelini 3, in: Die Käfer der Welt, Band 18, 1993, S. 1–163.
- Cicindelidae Regionis Nearcticae, Cicindelini 4, in: Die Käfer der Welt, Band 20, 1994, S. 1–196.